# آتو لسن
آتو لسن (به نروژی: Otto Olsen) ورزشکار مرد رشتهٔ ورزش تیراندازی اهل کشور نروژ است. وی در بین سال‌های ‎۱۹۲۰ تا ۱۹۲۴ میلادی در مسابقات بازی‌های المپیک تابستانی در مجموع ۸ مدال، شامل ۴ مدال طلا و ۳ نقره و ۱ برنز را کسب کرد.